# Luis Enrique Cáceres
Luis Enrique Cáceres Centurión (Asunción, 16 de abril de 1988) es un futbolista paraguayo. Juega como centrocampista y su equipo actual es el Sport Colombia de la APF Primera B, 3era División del fútbol Paraguayo.

## Trayectoria
Se inició en la escuela de fútbol de Sport Colombia, en donde militó hasta la Sub-17, para luego pasar a Cerro Porteño, casi simultáneamente que Alberto Martínez y Marcelo Estigarribia, quienes fueron sus compañeros en las inferiores de Sport Colombia. Se distingue por su buen manejo del balón para la construcción de avances, logrando ser muy útil para la concreción de jugadas de gol.

### Cerro Porteño
Debutó en 2006 defendiendo los colores de Cerro Porteño. Cuando apenas comenzaba convirtió uno de sus goles más importantes en un clásico del fútbol paraguayo jugado en 2008, en el que ingresó a los 66 minutos del compromiso, y a 10' del final, sentenció el partido.
En más de una ocasión, la prensa paraguaya lo ha considerado el mejor volante de creación del fútbol paraguayo alcanzando su consolidación en la temporada de 2009 en la que se destacó como figura de su equipo que logró ganar el título local y avanzar hasta la semifinal de la Copa Sudamericana.
A poco de culminar ese año, su trabajo fue reconocido por medio de una encuesta realizada por el sitio web de Teledeportes en la que fue elegido por el público como mejor futbolista del torneo Clausura. Renueva contrato con la entidad azulgrana por dos años.

### Libertad
Al no ser tenido en cuenta por el plantel durante la temporada 2011, arregla su salida en Cerro Porteño y pasa a prestar sus servicios en Libertad por dos años obteniendo con Libertad el Clausura 2012.

### Vitoria
Gracias a su brillante participación con el equipo gumarelo principalmente en el Torneo Clausura fue trasferido al fútbol brasileño y defender los colores del EC Vitória por 2 años. Luis Cáceres se adjudicó el título del Campeonato Baiano 2013. Jugó al lado de Gabriel Paulista. Debido a la mala campaña del club durante el 2014 el EC Vitória descendió a la serie B y al no llegar un acuerdo con Cáceres, cuyo contrato fenecía el 31 de diciembre, el jugador quedó libre.
Luego de sus grandes actuaciones en el torneo brasileño firma por Coritiba FBC por 2 años.

### Olimpia
El 1 de julio de 2016 al quedar libre, firma por 6 meses con Club Olimpia de Paraguay.

### Sport Boys
A inicios del 2020 llega al fútbol peruano para jugar por el Sport Boys. Jugó 18 partidos, casi siempre fue usado como pieza de recambio y solo anotó un gol.

## Selección nacional
Ha sido internacional con la selección absoluta de Paraguay, a partir de 2008. También integró las selecciones Sub-17 y Sub-20 durante los Sudamericanos de 2005 y 2007, respectivamente.

## Clubes
| Club                 | País     | Año       |
| -------------------- | -------- | --------- |
| Sport Colombia       | Paraguay | 2004-2005 |
| Cerro Porteño        | Paraguay | 2006-2011 |
| Libertad             | Paraguay | 2012      |
| EC Vitória           | Brasil   | 2013-2014 |
| Coritiba FBC         | Brasil   | 2015-2016 |
| Olimpia              | Paraguay | 2016      |
| Coritiba FBC         | Brasil   | 2017      |
| Rubio Ñu             | Paraguay | 2017      |
| Paysandu             | Brasil   | 2018      |
| Sportivo San Lorenzo | Paraguay | 2019      |
| C.D. Capiatá         | Paraguay | 2019      |
| Sport Boys           | Perú     | 2020      |
| Sportivo Ameliano    | Paraguay | 2022-     |

## Palmarés
| Título            | Club          | País     | Año  |
| ----------------- | ------------- | -------- | ---- |
| Torneo Apertura   | Cerro Porteño | Paraguay | 2009 |
| Torneo Apertura   | Cerro Porteño | Paraguay | 2012 |
| Campeonato Baiano | EC Vitória    | Brasil   | 2013 |
| Copa Verde        | Paysandu      | Brasil   | 2018 |